# Municipio de Sarnia
El municipio de Sarnia (en inglés: Sarnia Township) es un municipio ubicado en el condado de Nelson en el estado estadounidense de Dakota del Norte. En el año 2010 tenía una población de 39 habitantes y una densidad poblacional de 0,42 personas por km².

## Geografía
El municipio de Sarnia se encuentra ubicado en las coordenadas 48°9′1″N 98°6′0″O / 48.15028, -98.10000. Según la Oficina del Censo de los Estados Unidos, el municipio tiene una superficie total de 93.24 km², de la cual 90,04 km² corresponden a tierra firme y (3,43 %) 3,2 km² es agua.

## Demografía
Según el censo de 2010, había 39 personas residiendo en el municipio de Sarnia. La densidad de población era de 0,42 hab./km². De los 39 habitantes, el municipio de Sarnia estaba compuesto por el 100 % blancos. Del total de la población el 0 % eran hispanos o latinos de cualquier raza.